# Estación Tabossi
Tabossi es la estación de ferrocarril de la localidad de Tabossi en Departamento Paraná de la Provincia de Entre Ríos, Argentina. 

## Servicios
Se encuentra entre las estaciones de Viale y Sosa.